# Hieracium cercidotelmatodes
Hieracium cercidotelmatodes es una especie de planta con flor del género Hieracium, de la familia Asteraceae, orden Asterales.

## Distribución
Hieracium cercidotelmatodes se distribuye por Estonia.

## Taxonomía
Fue descrita científicamente por Üksip. Fue publicada en Bot. Mater. Gerb. Bot. Inst. Komarova Akad. Nauk S.S.S.R. 19: 522 (1959).